# Nanomitrium aequinoctiale
Nanomitrium aequinoctiale là một loài rêu trong họ Ephemeraceae. Loài này được Spruce E. Britton mô tả khoa học đầu tiên năm 1893.